# Podsumowanie startów BMW w Formule 1
W charakterze konstruktora w Formule 1 BMW zadebiutowało w 1952 roku, natomiast swój fabryczny zespół po raz pierwszy wystawiło w sezonie 1967. W latach 2006–2009 fabryczny zespół BMW w Formule 1 nosił nazwę BMW Sauber. Zespół o tej nazwie rywalizował także w roku 2010, ale nie był on wówczas własnością niemieckiego koncernu. BMW dostarczało również silniki, między innymi dla takich zespołów, jak Benetton, Brabham czy Williams.

## Wyniki

### Zespół fabryczny
Tabela obejmuje wyniki fabrycznego zespołu BMW, który w latach 1967–1968 korzystał z samochodów Lola T100 i Lola T102.
| Sezon | Konstruktor | Kierowcy     | Wyniki w poszczególnych eliminacjach | Wyniki w poszczególnych eliminacjach | Wyniki w poszczególnych eliminacjach | Wyniki w poszczególnych eliminacjach | Wyniki w poszczególnych eliminacjach | Wyniki w poszczególnych eliminacjach | Wyniki w poszczególnych eliminacjach | Wyniki w poszczególnych eliminacjach | Wyniki w poszczególnych eliminacjach | Wyniki w poszczególnych eliminacjach | Wyniki w poszczególnych eliminacjach | Wyniki w poszczególnych eliminacjach | Wyniki kierowców | Wyniki kierowców | Wyniki konstruktora | Wyniki konstruktora |
| 1967  |             |              |                                      | Monako                               | Holandia                             | Belgia                               | Francja                              | Wielka Brytania                      | Niemcy                               | Kanada                               | Włochy                               | Stany Zjednoczone                    | Meksyk                               |                                      | Pkt.             | Msc.             | Pkt.                | Msc.                |
| ----- | ----------- | ------------ | ------------------------------------ | ------------------------------------ | ------------------------------------ | ------------------------------------ | ------------------------------------ | ------------------------------------ | ------------------------------------ | ------------------------------------ | ------------------------------------ | ------------------------------------ | ------------------------------------ | ------------------------------------ | ---------------- | ---------------- | ------------------- | ------------------- |
| 1967  | Lola-BMW    | Hubert Hahne | –                                    | –                                    | –                                    | –                                    | –                                    | –                                    | NU                                   | –                                    | –                                    | –                                    | –                                    |                                      | 0                | NS               | 0                   | NS                  |
| 1968  |             |              |                                      |                                      | Monako                               | Belgia                               | Holandia                             | Francja                              | Wielka Brytania                      | Niemcy                               | Włochy                               | Kanada                               | Stany Zjednoczone                    | Meksyk                               | Pkt.             | Msc.             | Pkt.                | Msc.                |
| 1968  | Lola-BMW    | Hubert Hahne | –                                    | –                                    | –                                    | –                                    | –                                    | –                                    | –                                    | 10                                   | –                                    | –                                    | –                                    | –                                    | 0                | 27               | 0                   | 13                  |

### BMW Sauber
Tabela obejmuje wyniki uzyskane w Formule 1 przez BMW Sauber.
| Sezon | Konstruktor        | Kierowcy           | Wyniki w poszczególnych eliminacjach | Wyniki w poszczególnych eliminacjach | Wyniki w poszczególnych eliminacjach | Wyniki w poszczególnych eliminacjach | Wyniki w poszczególnych eliminacjach | Wyniki w poszczególnych eliminacjach | Wyniki w poszczególnych eliminacjach | Wyniki w poszczególnych eliminacjach | Wyniki w poszczególnych eliminacjach | Wyniki w poszczególnych eliminacjach | Wyniki w poszczególnych eliminacjach | Wyniki w poszczególnych eliminacjach | Wyniki w poszczególnych eliminacjach | Wyniki w poszczególnych eliminacjach | Wyniki w poszczególnych eliminacjach | Wyniki w poszczególnych eliminacjach | Wyniki w poszczególnych eliminacjach | Wyniki w poszczególnych eliminacjach | Wyniki w poszczególnych eliminacjach | Wyniki kierowców | Wyniki kierowców | Wyniki konstruktora | Wyniki konstruktora |
| 2006  |                    |                    | Bahrajn                              | Malezja                              | Australia                            | San Marino                           | Unia Europejska                      | Hiszpania                            | Monako                               | Wielka Brytania                      | Kanada                               | Stany Zjednoczone                    | Francja                              | Niemcy                               | Węgry                                | Turcja                               | Włochy                               |                                      | Japonia                              | Brazylia                             |                                      | Pkt.             | Msc.             | Pkt.                | Msc.                |
| ----- | ------------------ | ------------------ | ------------------------------------ | ------------------------------------ | ------------------------------------ | ------------------------------------ | ------------------------------------ | ------------------------------------ | ------------------------------------ | ------------------------------------ | ------------------------------------ | ------------------------------------ | ------------------------------------ | ------------------------------------ | ------------------------------------ | ------------------------------------ | ------------------------------------ | ------------------------------------ | ------------------------------------ | ------------------------------------ | ------------------------------------ | ---------------- | ---------------- | ------------------- | ------------------- |
| 2006  | BMW Sauber-BMW     | Nick Heidfeld      | 12                                   | NU                                   | 4                                    | 13                                   | 10                                   | 8                                    | 7                                    | 7                                    | 7                                    | NU                                   | 8                                    | NU                                   | 3                                    | 14                                   | 8                                    | 7                                    | 8                                    | NU                                   |                                      | 23               | 9                | 36                  | 5                   |
| 2006  | BMW Sauber-BMW     | Jacques Villeneuve | NU                                   | 7                                    | 6                                    | 12                                   | 8                                    | 12                                   | 14                                   | 8                                    | NU                                   | NU                                   | 11                                   | NU                                   | –                                    | –                                    | –                                    | –                                    | –                                    | –                                    |                                      | 7                | 15               | 36                  | 5                   |
| 2006  | BMW Sauber-BMW     | Robert Kubica      | –                                    | –                                    | –                                    | –                                    | –                                    | –                                    | –                                    | –                                    | –                                    | –                                    | –                                    | –                                    | DK                                   | 12                                   | 3                                    | 13                                   | 9                                    | 9                                    |                                      | 6                | 16               | 36                  | 5                   |
| 2007  |                    |                    | Australia                            | Malezja                              | Bahrajn                              | Hiszpania                            | Monako                               | Kanada                               | Stany Zjednoczone                    | Francja                              | Wielka Brytania                      | Unia Europejska                      | Węgry                                | Turcja                               | Włochy                               | Belgia                               | Japonia                              |                                      | Brazylia                             |                                      |                                      | Pkt.             | Msc.             | Pkt.                | Msc.                |
| 2007  | BMW Sauber-BMW     | Nick Heidfeld      | 4                                    | 4                                    | 4                                    | NU                                   | 6                                    | 2                                    | NU                                   | 5                                    | 6                                    | 6                                    | 3                                    | 4                                    | 4                                    | 5                                    | 14                                   | 7                                    | 6                                    |                                      |                                      | 61               | 5                | 101                 | 2                   |
| 2007  | BMW Sauber-BMW     | Robert Kubica      | NU                                   | 18                                   | 6                                    | 4                                    | 5                                    | NU                                   | –                                    | 4                                    | 4                                    | 7                                    | 5                                    | 8                                    | 5                                    | 9                                    | 7                                    | NU                                   | 5                                    |                                      |                                      | 39               | 6                | 101                 | 2                   |
| 2007  | BMW Sauber-BMW     | Sebastian Vettel   | –                                    | –                                    | –                                    | –                                    | –                                    | –                                    | 8                                    | –                                    | –                                    | –                                    | –                                    | –                                    | –                                    | –                                    | –                                    | –                                    | –                                    |                                      |                                      | 1 (6)            | 14               | 101                 | 2                   |
| 2008  |                    |                    | Australia                            | Malezja                              | Bahrajn                              | Hiszpania                            | Turcja                               | Monako                               | Kanada                               | Francja                              | Wielka Brytania                      | Niemcy                               | Węgry                                | Unia Europejska                      | Belgia                               | Włochy                               | Singapur                             | Japonia                              |                                      | Brazylia                             |                                      | Pkt.             | Msc.             | Pkt.                | Msc.                |
| 2008  | BMW Sauber-BMW     | Nick Heidfeld      | 2                                    | 6                                    | 4                                    | 9                                    | 5                                    | 14                                   | 2                                    | 13                                   | 2                                    | 4                                    | 10                                   | 9                                    | 2                                    | 5                                    | 6                                    | 9                                    | 5                                    | 10                                   |                                      | 60               | 6                | 135                 | 3                   |
| 2008  | BMW Sauber-BMW     | Robert Kubica      | NU                                   | 2                                    | 3                                    | 4                                    | 4                                    | 2                                    | 1                                    | 5                                    | NU                                   | 7                                    | 8                                    | 3                                    | 6                                    | 3                                    | 11                                   | 2                                    | 6                                    | 11                                   |                                      | 75               | 4                | 135                 | 3                   |
| 2009  |                    |                    | Australia                            | Malezja                              |                                      | Bahrajn                              | Hiszpania                            | Monako                               | Turcja                               | Wielka Brytania                      | Niemcy                               | Węgry                                | Unia Europejska                      | Belgia                               | Włochy                               | Singapur                             | Japonia                              | Brazylia                             |                                      |                                      |                                      | Pkt.             | Msc.             | Pkt.                | Msc.                |
| 2009  | BMW Sauber-BMW     | Robert Kubica      | 15                                   | NU                                   | 13                                   | 18                                   | 11                                   | NU                                   | 7                                    | 13                                   | 14                                   | 13                                   | 8                                    | 4                                    | NU                                   | 8                                    | 9                                    | 2                                    | 10                                   |                                      |                                      | 17               | 14               | 36                  | 6                   |
| 2009  | BMW Sauber-BMW     | Nick Heidfeld      | 10                                   | 2                                    | 12                                   | 19                                   | 7                                    | 11                                   | 11                                   | 15                                   | 10                                   | 11                                   | 11                                   | 5                                    | 7                                    | NU                                   | 6                                    | NU                                   | 5                                    |                                      |                                      | 19               | 13               | 36                  | 6                   |
| 2010  |                    |                    | Bahrajn                              | Australia                            | Malezja                              |                                      | Hiszpania                            | Monako                               | Turcja                               | Kanada                               | Unia Europejska                      | Wielka Brytania                      | Niemcy                               | Węgry                                | Belgia                               | Włochy                               | Singapur                             | Japonia                              | Korea Południowa                     | Brazylia                             |                                      | Pkt.             | Msc.             | Pkt.                | Msc.                |
| 2010  | BMW Sauber-Ferrari | Pedro de la Rosa   | NU                                   | 12                                   | NW                                   | NU                                   | NU                                   | NU                                   | 11                                   | NU                                   | 12                                   | NU                                   | 14                                   | 7                                    | 11                                   | 14                                   | –                                    | –                                    | –                                    | –                                    | –                                    | 6                | 17               | 44                  | 8                   |
| 2010  | BMW Sauber-Ferrari | Nick Heidfeld      | –                                    | –                                    | –                                    | –                                    | –                                    | –                                    | –                                    | –                                    | –                                    | –                                    | –                                    | –                                    | –                                    | –                                    | NU                                   | 8                                    | 9                                    | 17                                   | 11                                   | 6                | 18               | 44                  | 8                   |
| 2010  | BMW Sauber-Ferrari | Kamui Kobayashi    | NU                                   | NU                                   | NU                                   | NU                                   | 12                                   | NU                                   | 10                                   | NU                                   | 7                                    | 6                                    | 11                                   | 9                                    | 8                                    | NU                                   | NU                                   | 7                                    | 8                                    | 10                                   | 14                                   | 32               | 12               | 44                  | 8                   |

### Inne zespoły
Tabela obejmuje niefabryczne zespoły korzystające z samochodów BMW.
| Sezon | Zespół         | Kierowcy            | Wyniki w poszczególnych eliminacjach | Wyniki w poszczególnych eliminacjach | Wyniki w poszczególnych eliminacjach | Wyniki w poszczególnych eliminacjach | Wyniki w poszczególnych eliminacjach | Wyniki w poszczególnych eliminacjach | Wyniki w poszczególnych eliminacjach | Wyniki w poszczególnych eliminacjach | Wyniki w poszczególnych eliminacjach | Wyniki kierowców | Wyniki kierowców |
| 1952  |                |                     | Szwajcaria                           | Stany Zjednoczone                    | Belgia                               | Francja                              | Wielka Brytania                      | Niemcy                               | Holandia                             | Włochy                               |                                      | Pkt.             | Msc.             |
| ----- | -------------- | ------------------- | ------------------------------------ | ------------------------------------ | ------------------------------------ | ------------------------------------ | ------------------------------------ | ------------------------------------ | ------------------------------------ | ------------------------------------ | ------------------------------------ | ---------------- | ---------------- |
| 1952  | Marcel Balsa   | Marcel Balsa        | –                                    | –                                    | –                                    | –                                    | –                                    | NU                                   | –                                    | –                                    |                                      | 0                | NS               |
| 1952  | Bernhard Nacke | Karl-Günther Bechem | –                                    | –                                    | –                                    | –                                    | –                                    | NU                                   | –                                    | –                                    |                                      | 0                | NS               |
| 1952  | Willi Krakau   | Harry Merkel        | –                                    | –                                    | –                                    | –                                    | –                                    | NZ                                   | –                                    | –                                    |                                      | 0                | NS               |
| 1952  | Ernst Klodwig  | Ernst Klodwig       | –                                    | –                                    | –                                    | –                                    | –                                    | 12                                   | –                                    | –                                    |                                      | 0                | 54               |
| 1952  | Rudolf Krause  | Rudolf Krause       | –                                    | –                                    | –                                    | –                                    | –                                    | NU                                   | –                                    | –                                    |                                      | 0                | NS               |
| 1953  |                |                     | Argentyna                            | Stany Zjednoczone                    | Holandia                             | Belgia                               | Francja                              | Wielka Brytania                      | Niemcy                               | Szwajcaria                           | Włochy                               | Pkt.             | Msc.             |
| 1953  | Dora Greifzu   | Rudolf Krause       | –                                    | –                                    | –                                    | –                                    | –                                    | –                                    | 14                                   | –                                    | –                                    | 0                | 56               |
| 1953  | Ernst Klodwig  | Ernst Klodwig       | –                                    | –                                    | –                                    | –                                    | –                                    | –                                    | 15                                   | –                                    | –                                    | 0                | 59               |

### Dostawca silników
Tabela obejmuje konstruktorów, którzy korzystali z silników BMW.
| Sezon | Konstruktor | Kierowcy            | Wyniki w poszczególnych eliminacjach | Wyniki w poszczególnych eliminacjach | Wyniki w poszczególnych eliminacjach | Wyniki w poszczególnych eliminacjach | Wyniki w poszczególnych eliminacjach | Wyniki w poszczególnych eliminacjach | Wyniki w poszczególnych eliminacjach | Wyniki w poszczególnych eliminacjach | Wyniki w poszczególnych eliminacjach | Wyniki w poszczególnych eliminacjach | Wyniki w poszczególnych eliminacjach | Wyniki w poszczególnych eliminacjach | Wyniki w poszczególnych eliminacjach | Wyniki w poszczególnych eliminacjach | Wyniki w poszczególnych eliminacjach | Wyniki w poszczególnych eliminacjach | Wyniki w poszczególnych eliminacjach | Wyniki w poszczególnych eliminacjach | Wyniki w poszczególnych eliminacjach | Wyniki kierowców | Wyniki kierowców | Wyniki konstruktora | Wyniki konstruktora |
| 1952  |             |                     | Szwajcaria                           | Stany Zjednoczone                    | Belgia                               | Francja                              | Wielka Brytania                      | Niemcy                               | Holandia                             | Włochy                               |                                      |                                      |                                      |                                      |                                      |                                      |                                      |                                      |                                      |                                      |                                      | Pkt.             | Msc.             | Pkt.                | Msc.                |
| ----- | ----------- | ------------------- | ------------------------------------ | ------------------------------------ | ------------------------------------ | ------------------------------------ | ------------------------------------ | ------------------------------------ | ------------------------------------ | ------------------------------------ | ------------------------------------ | ------------------------------------ | ------------------------------------ | ------------------------------------ | ------------------------------------ | ------------------------------------ | ------------------------------------ | ------------------------------------ | ------------------------------------ | ------------------------------------ | ------------------------------------ | ---------------- | ---------------- | ------------------- | ------------------- |
| 1952  | Frazer-Nash | Tony Crook          | –                                    | –                                    | –                                    | –                                    | 21                                   | –                                    | –                                    | –                                    |                                      |                                      |                                      |                                      |                                      |                                      |                                      |                                      |                                      |                                      |                                      | 0                | 70               | –                   | –                   |
| 1952  | Veritas     | Fritz Riess         | –                                    | –                                    | –                                    | –                                    | –                                    | 7                                    | –                                    | –                                    |                                      |                                      |                                      |                                      |                                      |                                      |                                      |                                      |                                      |                                      |                                      | 0                | 29               | –                   | –                   |
| 1952  | Veritas     | Theo Helfrich       | –                                    | –                                    | –                                    | –                                    | –                                    | NU                                   | –                                    | –                                    |                                      |                                      |                                      |                                      |                                      |                                      |                                      |                                      |                                      |                                      |                                      | 0                | NS               | –                   | –                   |
| 1952  | Veritas     | Toni Ulmen          | –                                    | –                                    | –                                    | –                                    | –                                    | 8                                    | –                                    | –                                    |                                      |                                      |                                      |                                      |                                      |                                      |                                      |                                      |                                      |                                      |                                      | 0                | 38               | –                   | –                   |
| 1952  | Veritas     | Adolf Brudes        | –                                    | –                                    | –                                    | –                                    | –                                    | NU                                   | –                                    | –                                    |                                      |                                      |                                      |                                      |                                      |                                      |                                      |                                      |                                      |                                      |                                      | 0                | NS               | –                   | –                   |
| 1952  | Veritas     | Josef Peters        | –                                    | –                                    | –                                    | –                                    | –                                    | NU                                   | –                                    | –                                    |                                      |                                      |                                      |                                      |                                      |                                      |                                      |                                      |                                      |                                      |                                      | 0                | NS               | –                   | –                   |
| 1953  |             |                     | Argentyna                            | Stany Zjednoczone                    | Holandia                             | Belgia                               | Francja                              | Wielka Brytania                      | Niemcy                               | Szwajcaria                           | Włochy                               |                                      |                                      |                                      |                                      |                                      |                                      |                                      |                                      |                                      |                                      | Pkt.             | Msc.             | Pkt.                | Msc.                |
| 1953  | AFM         | Theo Fitzau         | –                                    | –                                    | –                                    | –                                    | –                                    | –                                    | NU                                   | –                                    | –                                    |                                      |                                      |                                      |                                      |                                      |                                      |                                      |                                      |                                      |                                      | 0                | NS               | –                   | –                   |
| 1953  | AFM         | Karl-Günther Bechem | –                                    | –                                    | –                                    | –                                    | –                                    | –                                    | NU                                   | –                                    | –                                    |                                      |                                      |                                      |                                      |                                      |                                      |                                      |                                      |                                      |                                      | 0                | NS               | –                   | –                   |
| 1954  |             |                     | Argentyna                            | Stany Zjednoczone                    | Belgia                               | Francja                              | Wielka Brytania                      | Niemcy                               | Szwajcaria                           | Włochy                               |                                      |                                      |                                      |                                      |                                      |                                      |                                      |                                      |                                      |                                      |                                      | Pkt.             | Msc.             | Pkt.                | Msc.                |
| 1954  | Klenk       | Theo Helfrich       | –                                    | –                                    | –                                    | –                                    | –                                    | NU                                   | –                                    | –                                    | –                                    |                                      |                                      |                                      |                                      |                                      |                                      |                                      |                                      |                                      |                                      | 0                | NS               | –                   | –                   |
| 1982  |             |                     |                                      | Brazylia                             | Stany Zjednoczone                    | San Marino                           | Belgia                               | Monako                               | Stany Zjednoczone                    | Kanada                               | Holandia                             | Wielka Brytania                      | Francja                              | Niemcy                               | Austria                              | Szwajcaria                           | Włochy                               | Stany Zjednoczone                    |                                      |                                      |                                      | Pkt.             | Msc.             | Pkt.                | Msc.                |
| 1982  | Brabham     | Nelson Piquet       | NU                                   | –                                    | –                                    | –                                    | 5                                    | NU                                   | NZ                                   | 1                                    | 2                                    | NU                                   | NU                                   | NU                                   | NU                                   | 4                                    | NU                                   | NU                                   |                                      |                                      |                                      | 20               | 11               | 22                  | 7                   |
| 1982  | Brabham     | Riccardo Patrese    | NU                                   | –                                    | –                                    | –                                    | NU                                   | –                                    | –                                    | –                                    | 15                                   | NU                                   | NU                                   | NU                                   | NU                                   | 5                                    | NU                                   | NU                                   |                                      |                                      |                                      | 2 (21)           | 10               | 22                  | 7                   |
| 1983  |             |                     | Brazylia                             | Stany Zjednoczone                    | Francja                              | San Marino                           | Monako                               | Belgia                               | Stany Zjednoczone                    | Kanada                               | Wielka Brytania                      | Niemcy                               | Austria                              | Holandia                             | Włochy                               | Unia Europejska                      |                                      |                                      |                                      |                                      |                                      | Pkt.             | Msc.             | Pkt.                | Msc.                |
| 1983  | Brabham     | Nelson Piquet       | 1                                    | NU                                   | 2                                    | NU                                   | 2                                    | 4                                    | 4                                    | NU                                   | 2                                    | 13                                   | 3                                    | NU                                   | 1                                    | 1                                    | 3                                    |                                      |                                      |                                      |                                      | 59               | 1                | 72                  | 3                   |
| 1983  | Brabham     | Riccardo Patrese    | NU                                   | 10                                   | NU                                   | NU                                   | NU                                   | NU                                   | NU                                   | NU                                   | NU                                   | 3                                    | NU                                   | 9                                    | NU                                   | 7                                    | 1                                    |                                      |                                      |                                      |                                      | 13               | 9                | 72                  | 3                   |
| 1983  | ATS         | Manfred Winkelhock  | 16                                   | NU                                   | NU                                   | 11                                   | NU                                   | NU                                   | NU                                   | 9                                    | NU                                   | NZ                                   | NU                                   | DK                                   | NU                                   | 8                                    | NU                                   |                                      |                                      |                                      |                                      | 0                | 26               | 0                   | 16                  |
| 1984  |             |                     | Brazylia                             |                                      | Belgia                               | San Marino                           | Francja                              | Monako                               | Kanada                               | Stany Zjednoczone                    | Stany Zjednoczone                    | Wielka Brytania                      | Niemcy                               | Austria                              | Holandia                             | Włochy                               | Unia Europejska                      | Portugalia                           |                                      |                                      |                                      | Pkt.             | Msc.             | Pkt.                | Msc.                |
| 1984  | Brabham     | Nelson Piquet       | NU                                   | NU                                   | 9                                    | NU                                   | NU                                   | NU                                   | 1                                    | 1                                    | NU                                   | 7                                    | NU                                   | 2                                    | NU                                   | NU                                   | 3                                    | 6                                    |                                      |                                      |                                      | 29               | 5                | 38                  | 4                   |
| 1984  | Brabham     | Teo Fabi            | NU                                   | NU                                   | NU                                   | NU                                   | 9                                    | –                                    | –                                    | 3                                    | –                                    | NU                                   | NU                                   | 4                                    | 5                                    | NU                                   | NU                                   | –                                    |                                      |                                      |                                      | 9                | 12               | 38                  | 4                   |
| 1984  | Brabham     | Corrado Fabi        | –                                    | –                                    | –                                    | –                                    | –                                    | NU                                   | NU                                   | –                                    | 7                                    | –                                    | –                                    | –                                    | –                                    | –                                    | –                                    | –                                    |                                      |                                      |                                      | 0                | 24               | 38                  | 4                   |
| 1984  | Brabham     | Manfred Winkelhock  | –                                    | –                                    | –                                    | –                                    | –                                    | –                                    | –                                    | –                                    | –                                    | –                                    | –                                    | –                                    | –                                    | –                                    | –                                    | 10                                   |                                      |                                      |                                      | 0                | 26               | 38                  | 4                   |
| 1984  | ATS         | Manfred Winkelhock  | EX                                   | NU                                   | NU                                   | NU                                   | NU                                   | NU                                   | 8                                    | NU                                   | 8                                    | NU                                   | NU                                   | NW                                   | NU                                   | NW                                   | –                                    | –                                    |                                      |                                      |                                      | 0                | 26               | 0                   | 13                  |
| 1984  | Arrows      | Marc Surer          | –                                    | –                                    | –                                    | NU                                   | –                                    | –                                    | –                                    | –                                    | NU                                   | 11                                   | NU                                   | 6                                    | NU                                   | NU                                   | NU                                   | NU                                   |                                      |                                      |                                      | 1                | 20               | 3                   | 9                   |
| 1984  | Arrows      | Thierry Boutsen     | –                                    | –                                    | NU                                   | –                                    | 11                                   | NZ                                   | NU                                   | NU                                   | NU                                   | NU                                   | NU                                   | 5                                    | NU                                   | 10                                   | 9                                    | NU                                   |                                      |                                      |                                      | 2 (5)            | 15               | 3                   | 9                   |
| 1985  |             |                     | Brazylia                             | Portugalia                           | San Marino                           | Monako                               | Kanada                               | Stany Zjednoczone                    | Francja                              | Wielka Brytania                      | Niemcy                               | Austria                              | Holandia                             | Włochy                               | Belgia                               | Unia Europejska                      |                                      | Australia                            |                                      |                                      |                                      | Pkt.             | Msc.             | Pkt.                | Msc.                |
| 1985  | Brabham     | Nelson Piquet       | NU                                   | NU                                   | 8                                    | NU                                   | NU                                   | 6                                    | 1                                    | 4                                    | NU                                   | NU                                   | 8                                    | 2                                    | 5                                    | NU                                   | NU                                   | NU                                   |                                      |                                      |                                      | 21               | 5                | 26                  | 5                   |
| 1985  | Brabham     | François Hesnault   | NU                                   | NU                                   | NU                                   | NZ                                   | –                                    | –                                    | –                                    | –                                    | –                                    | –                                    | –                                    | –                                    | –                                    | –                                    | –                                    | –                                    |                                      |                                      |                                      | 0                | NS               | 26                  | 5                   |
| 1985  | Brabham     | Marc Surer          | –                                    | –                                    | –                                    | –                                    | 15                                   | 8                                    | 8                                    | 6                                    | NU                                   | 6                                    | 10                                   | 4                                    | 8                                    | NU                                   | NU                                   | NU                                   |                                      |                                      |                                      | 5                | 13               | 26                  | 5                   |
| 1985  | Arrows      | Gerhard Berger      | NU                                   | NU                                   | NU                                   | NU                                   | 13                                   | 11                                   | NU                                   | 8                                    | 7                                    | NU                                   | 9                                    | NU                                   | 7                                    | 10                                   | 5                                    | 6                                    |                                      |                                      |                                      | 3                | 20               | 14                  | 8                   |
| 1985  | Arrows      | Thierry Boutsen     | 11                                   | NU                                   | 2                                    | 9                                    | 9                                    | 7                                    | 9                                    | NU                                   | 4                                    | 8                                    | NU                                   | 9                                    | 10                                   | 6                                    | 6                                    | NU                                   |                                      |                                      |                                      | 11               | 11               | 14                  | 8                   |
| 1986  |             |                     | Brazylia                             | Hiszpania                            | San Marino                           | Monako                               | Belgia                               | Kanada                               | Stany Zjednoczone                    | Francja                              | Wielka Brytania                      | Niemcy                               | Węgry                                | Austria                              | Włochy                               | Portugalia                           | Meksyk                               | Australia                            |                                      |                                      |                                      | Pkt.             | Msc.             | Pkt.                | Msc.                |
| 1986  | Brabham     | Riccardo Patrese    | NU                                   | NU                                   | 6                                    | NU                                   | 8                                    | NU                                   | 6                                    | 7                                    | NU                                   | NU                                   | NU                                   | NU                                   | NU                                   | NU                                   | 13                                   | NU                                   |                                      |                                      |                                      | 2                | 17               | 2                   | 9                   |
| 1986  | Brabham     | Elio de Angelis     | 8                                    | NU                                   | NU                                   | NU                                   | –                                    | –                                    | –                                    | –                                    | –                                    | –                                    | –                                    | –                                    | –                                    | –                                    | –                                    | –                                    |                                      |                                      |                                      | 0                | 24               | 2                   | 9                   |
| 1986  | Brabham     | Derek Warwick       | –                                    | –                                    | –                                    | –                                    | –                                    | NU                                   | 10                                   | 9                                    | 8                                    | 7                                    | NU                                   | NW                                   | NU                                   | NU                                   | NU                                   | NU                                   |                                      |                                      |                                      | 0                | 21               | 2                   | 9                   |
| 1986  | Arrows      | Marc Surer          | NU                                   | NU                                   | 9                                    | 9                                    | 9                                    | –                                    | –                                    | –                                    | –                                    | –                                    | –                                    | –                                    | –                                    | –                                    | –                                    | –                                    |                                      |                                      |                                      | 0                | 26               | 1                   | 10                  |
| 1986  | Arrows      | Christian Danner    | –                                    | –                                    | –                                    | –                                    | –                                    | –                                    | NU                                   | 11                                   | NW                                   | NU                                   | NU                                   | 6                                    | 8                                    | 11                                   | 9                                    | NU                                   |                                      |                                      |                                      | 1                | 18               | 1                   | 10                  |
| 1986  | Arrows      | Thierry Boutsen     | NU                                   | 7                                    | 7                                    | 8                                    | NU                                   | NU                                   | NU                                   | NS                                   | NS                                   | NU                                   | NU                                   | NU                                   | 7                                    | 10                                   | 7                                    | NU                                   |                                      |                                      |                                      | 0                | 20               | 1                   | 10                  |
| 1986  | Benetton    | Teo Fabi            | 10                                   | 5                                    | NU                                   | NU                                   | 7                                    | NU                                   | NU                                   | NU                                   | NU                                   | NU                                   | NU                                   | NU                                   | NU                                   | 8                                    | NU                                   | 10                                   |                                      |                                      |                                      | 2                | 16               | 19                  | 6                   |
| 1986  | Benetton    | Gerhard Berger      | 6                                    | 6                                    | 3                                    | NU                                   | 10                                   | NU                                   | NU                                   | NU                                   | NU                                   | 10                                   | NU                                   | 7                                    | 5                                    | NU                                   | 1                                    | NU                                   |                                      |                                      |                                      | 17               | 7                | 19                  | 6                   |
| 1987  |             |                     | Brazylia                             | San Marino                           | Belgia                               | Monako                               | Stany Zjednoczone                    | Francja                              | Wielka Brytania                      | Niemcy                               | Węgry                                | Austria                              | Włochy                               | Portugalia                           | Hiszpania                            | Meksyk                               | Japonia                              | Australia                            |                                      |                                      |                                      | Pkt.             | Msc.             | Pkt.                | Msc.                |
| 1987  | Brabham     | Riccardo Patrese    | NU                                   | 9                                    | NU                                   | NU                                   | 9                                    | NU                                   | NU                                   | NU                                   | 5                                    | NU                                   | NU                                   | NU                                   | 13                                   | 3                                    | 11                                   | –                                    |                                      |                                      |                                      | 6                | 13               | 10                  | 8                   |
| 1987  | Brabham     | Stefano Modena      | –                                    | –                                    | –                                    | –                                    | –                                    | –                                    | –                                    | –                                    | –                                    | –                                    | –                                    | –                                    | –                                    | –                                    | –                                    | NU                                   |                                      |                                      |                                      | 0                | NS               | 10                  | 8                   |
| 1987  | Brabham     | Andrea de Cesaris   | NU                                   | NU                                   | 3                                    | NU                                   | NU                                   | NU                                   | NU                                   | NU                                   | NU                                   | NU                                   | NU                                   | NU                                   | NU                                   | NU                                   | NU                                   | 8                                    |                                      |                                      |                                      | 4                | 14               | 10                  | 8                   |
| 1987  | Arrows      | Derek Warwick       | NU                                   | 11                                   | NU                                   | NU                                   | NU                                   | NU                                   | 5                                    | NU                                   | 6                                    | NU                                   | NU                                   | 13                                   | 10                                   | NU                                   | 10                                   | NU                                   |                                      |                                      |                                      | 3                | 16               | 11                  | 7                   |
| 1987  | Arrows      | Eddie Cheever       | NU                                   | NU                                   | 4                                    | NU                                   | 6                                    | NU                                   | NU                                   | NU                                   | 8                                    | NU                                   | NU                                   | 6                                    | 8                                    | 4                                    | 9                                    | NU                                   |                                      |                                      |                                      | 8                | 10               | 11                  | 7                   |
| 1987  | Ligier      | René Arnoux         | –                                    | NW                                   | 6                                    | 11                                   | 10                                   | NU                                   | NU                                   | NU                                   | NU                                   | 10                                   | 10                                   | NU                                   | NU                                   | NU                                   | NU                                   | NU                                   |                                      |                                      |                                      | 1                | 20               | 1                   | 11                  |
| 1987  | Ligier      | Piercarlo Ghinzani  | –                                    | NU                                   | 7                                    | 12                                   | NS                                   | NU                                   | EX                                   | NU                                   | 12                                   | 8                                    | 8                                    | NU                                   | NU                                   | NU                                   | 13                                   | NU                                   |                                      |                                      |                                      | 0                | 24               | 1                   | 11                  |
| 1988  |             |                     | Brazylia                             | San Marino                           | Monako                               | Meksyk                               | Kanada                               | Stany Zjednoczone                    | Francja                              | Wielka Brytania                      | Niemcy                               | Węgry                                | Belgia                               | Włochy                               | Portugalia                           | Hiszpania                            | Japonia                              | Australia                            |                                      |                                      |                                      | Pkt.             | Msc.             | Pkt.                | Msc.                |
| 1988  | Arrows      | Derek Warwick       | 4                                    | 9                                    | 4                                    | 5                                    | 7                                    | NU                                   | NU                                   | 6                                    | 7                                    | NU                                   | 5                                    | 4                                    | 4                                    | NU                                   | NU                                   | NU                                   |                                      |                                      |                                      | 17               | 8                | 23                  | 5                   |
| 1988  | Arrows      | Eddie Cheever       | 8                                    | 7                                    | NU                                   | 6                                    | NU                                   | NU                                   | 11                                   | 7                                    | 10                                   | NU                                   | 6                                    | 3                                    | NU                                   | NU                                   | NU                                   | NU                                   |                                      |                                      |                                      | 6                | 12               | 23                  | 5                   |
| 2000  |             |                     | Australia                            | Brazylia                             | San Marino                           | Wielka Brytania                      | Hiszpania                            | Unia Europejska                      | Monako                               | Kanada                               | Francja                              | Austria                              | Niemcy                               | Węgry                                | Belgia                               | Włochy                               | Stany Zjednoczone                    | Japonia                              | Malezja                              |                                      |                                      | Pkt.             | Msc.             | Pkt.                | Msc.                |
| 2000  | Williams    | Ralf Schumacher     | 3                                    | 5                                    | NU                                   | 4                                    | 4                                    | NU                                   | NU                                   | 14                                   | 5                                    | NU                                   | 7                                    | 5                                    | 3                                    | 3                                    | NU                                   | NU                                   | NU                                   |                                      |                                      | 24               | 5                | 36                  | 3                   |
| 2000  | Williams    | Jenson Button       | NU                                   | 6                                    | NU                                   | 5                                    | 17                                   | 10                                   | NU                                   | 11                                   | 8                                    | 5                                    | 4                                    | 9                                    | 5                                    | NU                                   | NU                                   | 5                                    | NU                                   |                                      |                                      | 12               | 8                | 36                  | 3                   |
| 2001  |             |                     | Australia                            | Malezja                              | Brazylia                             | San Marino                           | Hiszpania                            | Austria                              | Monako                               | Kanada                               | Unia Europejska                      | Francja                              | Wielka Brytania                      | Niemcy                               | Węgry                                | Belgia                               | Włochy                               | Stany Zjednoczone                    | Japonia                              |                                      |                                      | Pkt.             | Msc.             | Pkt.                | Msc.                |
| 2001  | Williams    | Ralf Schumacher     | NU                                   | 5                                    | NU                                   | 1                                    | NU                                   | NU                                   | NU                                   | 1                                    | 4                                    | 2                                    | NU                                   | 1                                    | 4                                    | 8                                    | 3                                    | NU                                   | 6                                    |                                      |                                      | 49               | 4                | 80                  | 3                   |
| 2001  | Williams    | Juan Pablo Montoya  | NU                                   | NU                                   | NU                                   | NU                                   | 2                                    | NU                                   | NU                                   | NU                                   | 2                                    | NU                                   | 4                                    | NU                                   | 8                                    | NU                                   | 1                                    | NU                                   | 2                                    |                                      |                                      | 31               | 6                | 80                  | 3                   |
| 2002  |             |                     | Australia                            | Malezja                              | Brazylia                             | San Marino                           | Hiszpania                            | Austria                              | Monako                               | Kanada                               | Unia Europejska                      | Wielka Brytania                      | Francja                              | Niemcy                               | Węgry                                | Belgia                               | Włochy                               | Stany Zjednoczone                    | Japonia                              |                                      |                                      | Pkt.             | Msc.             | Pkt.                | Msc.                |
| 2002  | Williams    | Ralf Schumacher     | NU                                   | 1                                    | 2                                    | 3                                    | 11                                   | 4                                    | 3                                    | 7                                    | 4                                    | 8                                    | 5                                    | 3                                    | 3                                    | 5                                    | NU                                   | 16                                   | 11                                   |                                      |                                      | 42               | 4                | 92                  | 2                   |
| 2002  | Williams    | Juan Pablo Montoya  | 2                                    | 2                                    | 5                                    | 4                                    | 2                                    | 3                                    | NU                                   | NU                                   | NU                                   | 3                                    | 4                                    | 2                                    | 11                                   | 3                                    | NU                                   | 4                                    | 4                                    |                                      |                                      | 50               | 3                | 92                  | 2                   |
| 2003  |             |                     | Australia                            | Malezja                              | Brazylia                             | San Marino                           | Hiszpania                            | Austria                              | Monako                               | Kanada                               | Unia Europejska                      | Francja                              | Wielka Brytania                      | Niemcy                               | Węgry                                | Włochy                               | Stany Zjednoczone                    | Japonia                              |                                      |                                      |                                      | Pkt.             | Msc.             | Pkt.                | Msc.                |
| 2003  | Williams    | Juan Pablo Montoya  | 2                                    | 12                                   | NU                                   | 7                                    | 4                                    | NU                                   | 1                                    | 3                                    | 2                                    | 2                                    | 2                                    | 1                                    | 3                                    | 2                                    | 6                                    | NU                                   |                                      |                                      |                                      | 82               | 3                | 144                 | 2                   |
| 2003  | Williams    | Ralf Schumacher     | 8                                    | 4                                    | 7                                    | 4                                    | 5                                    | 6                                    | 4                                    | 2                                    | 1                                    | 1                                    | 9                                    | NU                                   | 4                                    | –                                    | NU                                   | 12                                   |                                      |                                      |                                      | 58               | 5                | 144                 | 2                   |
| 2003  | Williams    | Marc Gené           | –                                    | –                                    | –                                    | –                                    | –                                    | –                                    | –                                    | –                                    | –                                    | –                                    | –                                    | –                                    | –                                    | 5                                    | –                                    | –                                    |                                      |                                      |                                      | 4                | 17               | 144                 | 2                   |
| 2004  |             |                     | Australia                            | Malezja                              | Bahrajn                              | San Marino                           | Hiszpania                            | Monako                               | Unia Europejska                      | Kanada                               | Stany Zjednoczone                    | Francja                              | Wielka Brytania                      | Niemcy                               | Węgry                                | Belgia                               | Włochy                               |                                      | Japonia                              | Brazylia                             |                                      | Pkt.             | Msc.             | Pkt.                | Msc.                |
| 2004  | Williams    | Juan Pablo Montoya  | 5                                    | 2                                    | 13                                   | 3                                    | NU                                   | 4                                    | 8                                    | DK                                   | DK                                   | 8                                    | 5                                    | 5                                    | 4                                    | NU                                   | 5                                    | 5                                    | 7                                    | 1                                    |                                      | 58               | 5                | 88                  | 4                   |
| 2004  | Williams    | Ralf Schumacher     | 4                                    | NU                                   | 7                                    | 7                                    | 6                                    | 10                                   | NU                                   | DK                                   | NU                                   | –                                    | –                                    | –                                    | –                                    | –                                    | –                                    | NU                                   | 2                                    | 5                                    |                                      | 24               | 9                | 88                  | 4                   |
| 2004  | Williams    | Marc Gené           | –                                    | –                                    | –                                    | –                                    | –                                    | –                                    | –                                    | –                                    | –                                    | 10                                   | 12                                   | –                                    | –                                    | –                                    | –                                    | –                                    | –                                    | –                                    |                                      | 0                | 23               | 88                  | 4                   |
| 2004  | Williams    | Antônio Pizzonia    | –                                    | –                                    | –                                    | –                                    | –                                    | –                                    | –                                    | –                                    | –                                    | –                                    | –                                    | 7                                    | 7                                    | NU                                   | 7                                    | –                                    | –                                    | –                                    |                                      | 6                | 15               | 88                  | 4                   |
| 2005  |             |                     | Australia                            | Malezja                              | Bahrajn                              | San Marino                           | Hiszpania                            | Monako                               | Unia Europejska                      | Kanada                               | Stany Zjednoczone                    | Francja                              | Wielka Brytania                      | Niemcy                               | Węgry                                | Turcja                               | Włochy                               | Belgia                               | Brazylia                             | Japonia                              |                                      | Pkt.             | Msc.             | Pkt.                | Msc.                |
| 2005  | Williams    | Mark Webber         | 5                                    | NU                                   | 6                                    | 7                                    | 6                                    | 3                                    | NU                                   | 5                                    | NW                                   | 12                                   | 11                                   | NS                                   | 7                                    | NU                                   | 14                                   | 4                                    | NU                                   | 4                                    | 7                                    | 36               | 10               | 66                  | 5                   |
| 2005  | Williams    | Nick Heidfeld       | NU                                   | 3                                    | NU                                   | 6                                    | 10                                   | 2                                    | 2                                    | NU                                   | NW                                   | 14                                   | 12                                   | 11                                   | 6                                    | NU                                   | –                                    | –                                    | –                                    | –                                    | –                                    | 28               | 11               | 66                  | 5                   |
| 2005  | Williams    | Antônio Pizzonia    | –                                    | –                                    | –                                    | –                                    | –                                    | –                                    | –                                    | –                                    | –                                    | –                                    | –                                    | –                                    | –                                    | –                                    | 7                                    | 15                                   | NU                                   | NU                                   | 13                                   | 2                | 22               | 66                  | 5                   |

## Kierowcy
|     | Kierowca           | Sezony    | Starty | PP | Wygrane | MŚ | Zespół                     |
| --- | ------------------ | --------- | ------ | -- | ------- | -- | -------------------------- |
| FRA | Marcel Balsa       | 1952      | 1      | -  | -       | -  | Marcel Balsa               |
| DEU | Günther Bechem     | 1952      | 1      | -  | -       | -  | Bernhard Nacke             |
| DEU | Harry Merkel       | 1952      | -      | -  | -       | -  | Willi Krakau               |
| DEU | Ernst Klodwig      | 1952–1953 | 2      | -  | -       | -  | Ernst Klodwig              |
| DEU | Rudolf Krause      | 1952–1953 | 2      | -  | -       | -  | Rudolf Krause Dora Greifzu |
| DEU | Hubert Hahne       | 1967–1968 | 2      | -  | -       | -  | fabryczny                  |
| DEU | Nick Heidfeld      | 2006–2010 | 75     | -  | -       | -  | BMW Sauber                 |
| CAN | Jacques Villeneuve | 2006      | 12     | -  | -       | -  | BMW Sauber                 |
| POL | Robert Kubica      | 2006–2009 | 57     | 1  | 1       | -  | BMW Sauber                 |
| DEU | Sebastian Vettel   | 2007      | 1      | -  | -       | -  | BMW Sauber                 |
| ESP | Pedro de la Rosa   | 2010      | 13     | -  | -       | -  | BMW Sauber                 |
| JPN | Kamui Kobayashi    | 2010      | 19     | -  | -       | -  | BMW Sauber                 |